# 9986 Hirokun
A 9986 Hirokun (ideiglenes jelöléssel 1996 NX) a Naprendszer kisbolygóövében található aszteroida. Yoshisada Shimizu és Urata Takesi fedezte fel 1996. július 12-én.